# 2-й полк коммандос (Австралия)
2-й полк специального назначения (англ. 2nd Commando Regiment) является одной из четырех боевых воинских частей Командования специальных операций Австралии. Полк был создан 19 июня 2009 года на основе 4-го батальона Королевского Австралийского полка (4 RAR).
Кандидаты на вступление во 2-й полк специального назначения сначала проходят месячный этап тренировок. Затем восемь месяцев производится прохождение тренировочного курса сил специального назначения (commando training). Тренировочный курс включает систему ближнего боя (бой в городских условиях), курс боевого пловца, скрытное передвижение, тренировки с оружием сил специального назначения, парашютный курс и другие этапы подготовки. После двенадцати месяцев пребывания в составе второго диверсионного полка, диверсант проходит несколько курсов специалиста и далее проходит контр-террористический курс обучения, для того чтобы стать частью Тактической штурмовой группы (Tactical Assault Group East).

## Структура
- Командование полка
  - Подразделение A
  - Подразделение B
  - Подразделение C
  - Подразделение D
  - 126 эскадрон связи
  - Подразделение поддержки операций
  - Подразделение материально-технического обеспечения